# Isaac Cuenca
Joan Isaac Cuenca López (* 27. April 1991 in Reus, Provinz Tarragona) ist ein spanischer ehemaliger Fußballspieler.

## Karriere
Im Jahr 2002 schloss sich Cuenca der Jugend des FC Barcelona an, zuvor hatte er für UE Barri Santes Creus gespielt. Zur Mitte der Saison 2004/05 kehrte Cuenca zu seinem Heimatverein FC Reus zurück, da er in der Barça-Jugend zu wenig Spielpraxis erhielt und körperliche Defizite besaß. Anschließend spielte er für dreieinhalb Jahre dort und gab im Alter von 16 Jahren sein Debüt für die erste Mannschaft. Nach einer Saison im Diensten von FC Damm wechselte Cuenca wieder in die Jugend des FC Barcelona. In der Saison 2010/11 wurde er an CE Sabadell verliehen, da er kein weiteres Jahr in der A-Jugend verbringen wollte und die B-Mannschaft bereits gut besetzt war. Bei dem spanischen Drittligisten gehörte er regelmäßig der Startformation an und trug mit seinen vier Toren zum Aufstieg in die Segunda División am Saisonende bei.
Seit der Saison 2011/12 spielt Cuenca für den FC Barcelona B. Sein Debüt für die Reservemannschaft gab er am 4. September 2011 beim Auswärtserfolg über den FC Cartagena. Als Einwechselspieler gelang ihm dabei der Treffer zum 4:0-Endstand. Am 19. Oktober 2011 bestritt Cuenca sein erstes Pflichtspiel für die erste Mannschaft. Beim 2:0-Sieg über Viktoria Pilsen in der UEFA Champions League wurde er kurz vor Schluss für David Villa eingewechselt. In der darauffolgenden Woche feierte Cuenca sein Liga-Debüt für die A-Mannschaft. Beim 1:0 gegen den FC Granada wirkte Cuenca über die volle Spieldauer mit. Sein erstes Erstligator erzielte er wenige Tage später beim 5:0-Sieg über den RCD Mallorca. Auch in den weiteren Spielen der Hinrunde der Saison 2011/12 stand Cuenca regelmäßig im Kader der ersten Mannschaft. Am 31. Januar 2012 unterzeichnete Cuenca einen neuen Vertrag beim FC Barcelona, durch den er nun bis 2015 offiziell der ersten Mannschaft angehört. Er trägt nun die Rückennummer 23, nach eigener Aussage in Anlehnung an Michael Jordan.
Am 31. Januar 2013 wurde Cuenca bis Saisonende an den niederländischen Erstligisten Ajax Amsterdam ausgeliehen.
Zur Saison 2014/15 löste Cuenca seinen noch bis zum 30. Juni 2015 laufenden Vertrag mit dem FC Barcelona auf und unterschrieb einen Einjahresvertrag beim Aufsteiger Deportivo La Coruña.
Es folgten jeweils recht kurze Engagements bei Bursaspor, FC Granada und Hapoel Be'er Sheva. 2019 wechselte Cuenca nach Japan zu Sagan Tosu und im folgenden Jahr zu Vegalta Sendai. Im April 2021 verließ Cuenca Japan, um eine Knieverletzung auszukurieren. Er kehrte nicht zum Spielbetrieb zurück.

## Erfolge
FC Barcelona
- UEFA Super Cup: 2011
- FIFA-Klub-Weltmeisterschaft: 2011

Ajax Amsterdam
- Niederländischer Meister: 2013